# Eparchie Vratislav-Koszalin
Eparchie Vratislav-Koszalin ((latinsky) Eparchia Vratislaviensis-Coslinensis Ucrainorum, (ukrajinsky) Вроцлавсько-Кошалінська єпархія Української греко-католицької церкви) je eparchií Ukrajinské řeckokatolické církve se sídlem ve Vratislavi, kde se nachází katedrála sv. Jakuba a Vincence; konkatedrálou je kostel Zesnutí Bohorodice  v Koszalinu. Pod její jurisdikci spadají ukrajinští řeckokatolíci v na západě Polska. Je sufragánní vůči archieparchii Přemyšl-Varšava. 

## Historie
V roce 1996 byla z archieparchie Přemyšl-Varšava vyčleněna Eparchie Vratislav-Gdaňsk. Roku 2020 z ní byla vyčleněna Eparchie Olštýn-Gdaňsk, a dostala své aktuální jméno.